# Binéfar
Binéfar es un municipio y localidad de España, perteneciente a la Comarca de la Litera, al este de la provincia de Huesca, comunidad autónoma de Aragón, a 76,7 km de Huesca y a 39 km de Lérida. Tiene un área de 25,10 km² con una población de 10.098 habitantes y una densidad de 393,94 hab/km².
Se encuentra comunicado con la ciudad de Monzón y Almacellas (provincia de Lérida) por la carretera nacional 240 (N-240) y la autovía A-22, lo que hace que sea lugar de paso para todo aquel que quiera ir hasta la capital de la provincia, desde Cataluña.

## Toponimia
El nombre primitivo de Binéfar, según el estudioso Benito Coll, pudiera proceder de un origen árabe-musulmán del municipio, cuyo máximo responsable sería Affa. De aquí que el pueblo de los súbditos o "hijos" de Affa o tal vez Effar, se denomine Ben-Affa y de aquí, y con el paso de los años, mutó en Abinéfar, Avenáfar, Benáfar o Bináfar y reconocido así por el reino de Monzón.

## Geografía

### Clima
El clima es mediterráneo continental de tendencia árida. Las medias anuales en cuanto a temperatura se sitúan en 14,2 °C con una máxima de 43 °C (8/8/1982) y una mínima de -15 °C (30/1/1947 y el 15/1/1985). Las precipitaciones medias están entre 250 mm y 500 mm situándose la precipitación media anual (1982-2010) en 374 mm.

## Demografía
Binéfar cuenta con una población de 10 118 habitantes (INE 2024).
| Gráfica de evolución demográfica de Binéfar entre 1842 y 2021                                                       |
| |
| Población de derecho según los censos de población del INE Población de hecho según los censos de población del INE |

Binéfar se erige como uno de los escasos municipios aragoneses que incrementa anualmente su población, dado el espectacular salto que ofreció en el siglo anterior, pasando de los 1556 habitantes de 1900, hasta los 8.136 de 1999. La gran inmigración contribuye a este ascenso demográfico, juntándose una población formada por personas de todo el mundo.
Actualmente es la capital político-administrativa de la comarca de La Litera.

## Historia
Binéfar aparece mencionado documentalmente por primera vez en el siglo XI. En 1158 los templarios de Monzón otorgaron carta de población. En octubre de 1363 se firmó el tratado de Binéfar entre Pedro IV el Ceremonioso de Aragón y Enrique de Trastámara. El pacto fue ratificado en marzo de 1366 en Zaragoza. En el siglo XVI Binéfar, a causa de la peste desatada en Monzón, fue sede de las Cortes de Aragón, presididas por Felipe II, en 1585. Son figuras destacadas de ese siglo el bandolero Miguel Juan Barber y el mercader Cervera Roche, señor de Alfages.
Es villa desde 1785. En el 1861 llegó el ferrocarril a Binéfar y en 1906 Alfonso XIII inauguró el Canal de Aragón y Cataluña, ambos pilares de desarrollo económico y social del siglo XX.
En la Guerra Civil (1936-1939) se constituyó en una de las colectividades más importantes de Aragón, aunque no llegó a consolidarse. En 1970 fue inaugurada la sede central del Sindicato de Regantes del Canal de Aragón y Cataluña por Juan Carlos de Borbón.
En la actualidad, Binéfar destaca como centro comercial y de servicios de La Litera, con una importante actividad agropecuaria (cereales, plantas forrajeras, frutas y hortalizas, así como ganado ovino, bovino y porcino) e industrial (agroalimentarias, mecánicas, textiles y de materiales de la construcción). La lonja agropecuaria sirve de referencia a todas las demás lonjas del mercado nacional.

## Administración y política

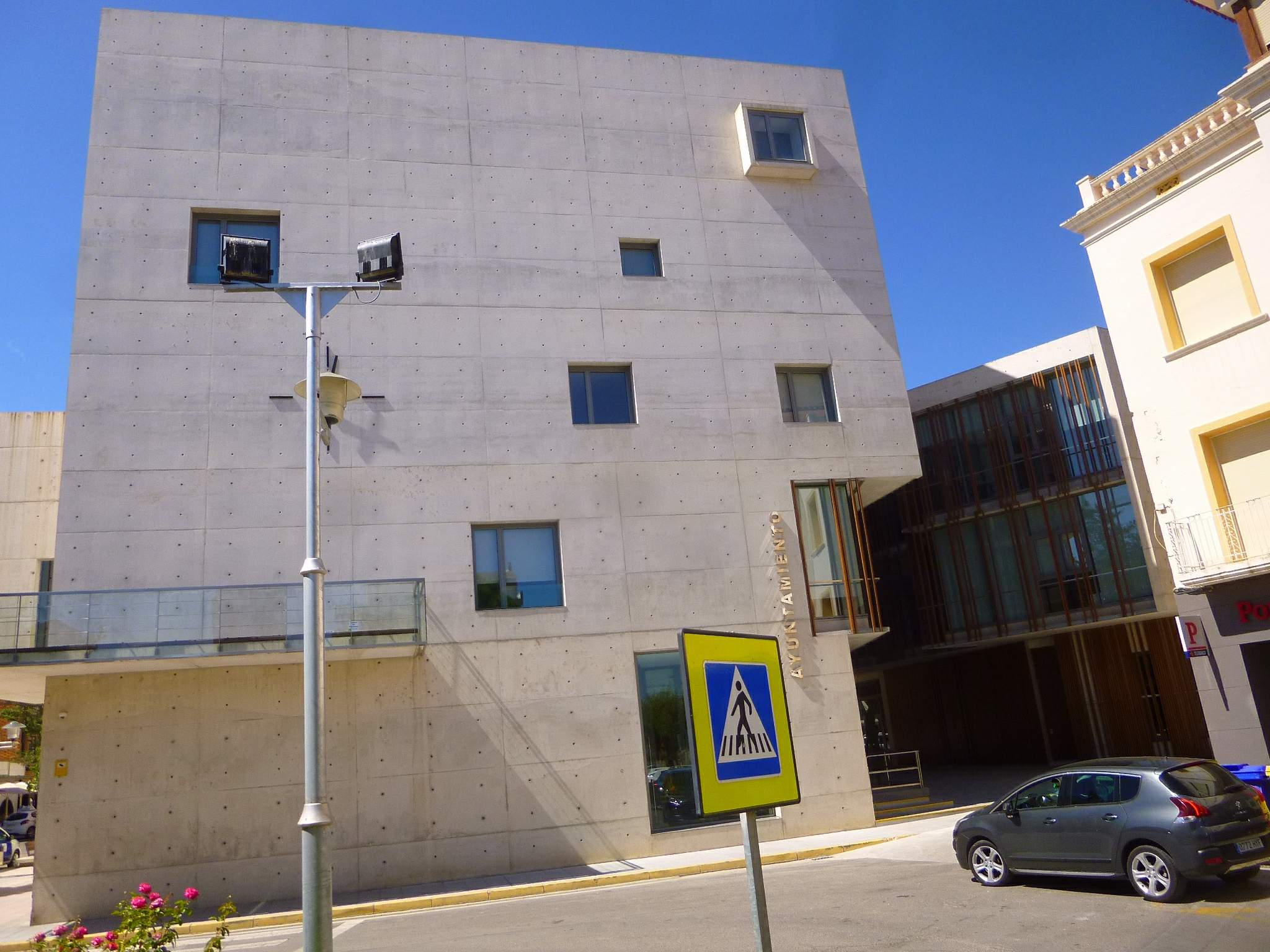
Ayuntamiento de Binéfar

| Periodo   | Nombre                | Partido | Partido                                            |
| --------- | --------------------- | ------- | -------------------------------------------------- |
| 1979-1983 | Francisco Pina        |         | Partido de los Socialistas de Aragón (PSOE-Aragón) |
| 1983-1995 | Miguel Ángel Franc    |         | Partido de los Socialistas de Aragón (PSOE-Aragón) |
| 1995-2011 | Manuel Lana Gombau    |         | Partido de los Socialistas de Aragón (PSOE-Aragón) |
| 2011-2015 | Agustín Aquilué Frago |         | Partido Popular de Aragón (PP)                     |
| 2015-2023 | Alfonso Adán          |         | Partido de los Socialistas de Aragón (PSOE-Aragón) |
| 2023-act. | Patricia Rivera       |         | Partido Popular de Aragón (PP)                     |

| Partido político    | Partido político                                    | 1987   | 1991   | 1995   | 1999   | 2003   | 2007   | 2011   | 2015   | 2019   | 2023   |
| Partido político    | Partido político                                    | Ediles | Ediles | Ediles | Ediles | Ediles | Ediles | Ediles | Ediles | Ediles | Ediles |
|                     | Alianza Popular (AP)-Partido Popular de Aragón (PP) | —      | 3      | 5      | 5      | 5      | 4      | 5      | 5      | 3      | 4      |
|                     | Partido de los Socialistas de Aragón (PSOE-Aragón)  | 5      | 6      | 6      | 6      | 6      | 6      | 5      | 4      | 6      | 4      |
|                     | Vox                                                 | —      | —      | —      | —      | —      | —      | —      | —      | 1      | 2      |
|                     | Cambiar Binéfar                                     | —      | —      | —      | —      | —      | —      | —      | 3      | 1      | 1      |
|                     | Partido Aragonés (PAR)                              | 4      | 2      | 1      | 1      | 1      | 2      | 3      | 1      | 0      | 1      |
|                     | Chunta Aragonesista (CHA)                           | —      | 0      | 0      | 1      | 1      | 1      | 0      | 0      | 0      | 1      |
|                     | Ciudadanos (CS)                                     | —      | —      | —      | —      | —      | —      | —      | —      | 1      | —      |
|                     | Podemos-Equo                                        | —      | —      | —      | —      | —      | —      | —      | —      | 1      | —      |
|                     | Izquierda Unida (IU)                                | 1      | 1      | 1      | 0      | —      | 0      | 0      | —      | —      | —      |
|                     | Centro Democrático y Social (CDS)                   | 3      | 1      | —      | —      | —      | —      | —      | —      | —      | —      |
| Total de concejales | Total de concejales                                 | 13     | 13     | 13     | 13     | 13     | 13     | 13     | 13     | 13     | 13     |

## Patrimonio

### Arqueología
Han sido diversos los restos arqueológicos hallados en las proximidades de Binéfar. Todos ellos arrojan luces sobre los primeros pobladores de esta zona. Cabe destacar el asentamiento de La Vispesa (foco de romanización de la Ilergecia Occidental), en el que a principios del siglo XX, R. Donoso encontró un fragmento de una estela ibérica, de tipo funeraria, en piedra arenisca (1,44 metros de altura) que actualmente se encuentra en el museo de Huesca.

### Arquitectura religiosa
- Iglesia de San Pedro: gótica se edificó en el siglo XV y se amplió en el siglo XVIII. Tiene planta rectangular y está formada por tres naves, crucero, ábside con capillas, coro y torre. La nave central se compone de cuatro tramos cubiertos con bóvedas nevadas de crucería estrelladas, pertenecientes a la primitiva iglesia gótica. Las naves laterales son más bajas que la central y corresponden al estilo barroco. Sobre el crucero se sitúa un amplio cimborrio, quedando los brazos cubiertos con bóvedas de lunetos. La torre presenta planta octogonal con cuatro cuerpos separados por impostas. En el lado opuesto se encuentra el baptisterio, en el que podemos admirar una puerta gótica convertida en ventanal con vidrieras. La portada es un ejemplar singular de gótico flamígero, único en Aragón. En el retablo gótico mayor que se cerraba con dos puertas, quemado en la última contienda, destacaba la escultura de san Pedro realizada por Damián Forment, y a Felipe II en 1585 le impresionaron tanto que ordenó desmontarlas y llevarlas al monasterio de El Escorial.[cita requerida]
- Ermita de San Quílez (1888).
- Ermita de Nuestra Señora del Romeral (1955)

### Arquitectura civil
El casco antiguo conserva algunas casas de cierta antigüedad como Casa Ruata, Casa Corzán, Casa de Cultura (estilo renacentista, siglo XVI). Recorriendo las dos calles que unen la plaza de la iglesia (plaza Padre Llanas) con la plaza de La Litera encontramos algunos edificios de interés, aunque desgraciadamente la mayor parte de ellas se han derribado en el pasado siglo. Se pueden admirar la actual casa de la Cultura, que fue ayuntamiento y cárcel de la villa, restaurada en la década de los ochenta; casa Ruata, con escudo de armas, y algunas casas solariegas de la calle Mayor y de la plaza de La Litera.
La cruz de término gótica, derribada en 1931, fue restaurada por el artista Pepe Beltrán. Se pueden admirar en la plaza de la iglesia y en la calle Mayor algunas cías, de la gran cantidad que existen, que se han protegido.

## Economía
Binéfar se puede considerar como uno de los municipios con mayor relación en cuanto a producción de proyección nacional e internacional con respecto a su población. La Lonja Agropecuaria de Binéfar es la lonja más importante de España y referente europeo en cuanto al ganado bovino.
La obra del Canal de Aragón y Cataluña (concluida en 1906) permitió la transformación agrícola del territorio. Además, su sede reside en Binéfar.

## Cultura
El mundo cultural de Binéfar se ve promovido con programas estables de carácter anual por el ayuntamiento: Circuito de Teatro Infantil, Teatro de Adultos, Espectáculos de Música y Danza, Folclore, Concursos, Pórtico Cultural (preliminares de fiestas), Imaginaria (Festival de títeres e imagen en movimiento), actividades literarias, Diverbiner... Además cuenta con diversos servicios y equipamientos culturales: biblioteca pública, escuela de música y danza donde también se imparte folclore, taller de artes y un centro cultural y juvenil.
Los Titiriteros de Binéfar es la formación cultural más importante, recibiendo en 2010 el I Premio Nacional de Teatro para la Infancia y la Juventud.

### Fiestas
- Santo Cristo de los Milagros (fiestas mayores): del 14 al 17 de septiembre.
- San Quílez: el lunes de Pascua, subida a la sierra de San Quílez.
- Virgen del Romeral: primer domingo de mayo (desde 1690)[11]

### Gastronomía
Teodoro Bardají recogió los ingredientes del recau y los llevó a los mejores fogones. Bardají, bajo la denominación de Recao de Binéfar, hace uso de la morigeración, debido a la falta de recursos más sustanciosos que condicionó su creación en los fogones populares oscenses, prescindiendo de los pecados de la carne en cualquiera de sus manifestaciones. La coyunda se mantiene sólo entre vegetales, aunque con representación de suficientes especies como para presentar una dieta bastante completa de hidratos de carbono y distintas vitaminas. También se le puede llamar recau al plato más conocido en la villa de Binéfar.

### Lugares de interés
- Canal de Aragón y Cataluña
- Iglesia de San Pedro
- Ermita de Nuestra Señora del Romeral
- Ermita de San Quílez
- Teatro municipal Los Titiriteros de Binéfar
- Ayuntamiento: Premio García Mercadal de Arquitectura

### Ciudades hermanadas
- Portet-sur-Garonne, Francia.[12]

## Personas destacadas
- Benito Coll y Altabás, filólogo
- Eduardo Llanas, vicario general de la Escuelas Pías en 1900
- Manuel María Coll y Altabás, diplomático
- Miguel Ángel Fúster Coll, compositor
- Tato Abadía, exfutbolista de primera división
- Teodoro Bardají, maestro culinario
- José de Calasanz Laplana Puy, escritor e historiador